# Chiesa di San Pietro Apostolo (Alcamo)
La chiesa di San Pietro Apostolo è una chiesa cattolica che si trova ad Alcamo, in provincia di Trapani.
Annesso alla chiesa si trova l'orfanotrofio femminile di San Pietro.

## Storia
La chiesa di San Pietro Apostolo è una delle più antiche chiese di Alcamo, come risulta da un documento del 1367. 
Annessa a un orfanotrofio femminile nel 1631, fu riedificata negli anni 1645-1649 a spese del sac. Francesco Graffeo e fu allargata nel 1742 su progetto dell’architetto Giovanni Biagio Amico e con un'elegante serie di stucchi.
Il tetto, crollato per il terremoto del 1968, è stato rifatto circa vent'anni fa; grazie al finanziamento di 300 milioni di lire e all’impegno del suo presidente Mario Adamo, il Genio civile diede l'appalto per i lavori di rifacimento e consolidamento. Fu quindi riparata anche la copertura sul tetto per evitare ulteriori danni a causa delle intemperie.
Purtroppo le decorazioni superstiti sono state danneggiate dagli anni di esposizione agli agenti atmosferici.
L'interno dell'edificio non è del tutto integro, ma ora è importante il fatto che sia stato salvaguardato.

## La chiesa oggi
Negli ultimi anni essa ha ospitato eventi culturali e anche politici. La gestione era stata chiesta dal gruppo locale del Fai, ma poiché l'immobile appartiene ad un ente pubblico, non può essere concesso in comodato gratuito. 
Dopo 70 anni, sabato 22 febbraio 2025, festa della cattedra di San Pietro, la chiesa è stata riaperta al culto con una celebrazione eucaristica presieduta dal vescovo della diocesi di Trapani, mons. Pietro Maria Fragnelli, il quale è intenzionato ad aprirla ogni sabato per i riti religiosi.

## Suore benedettine
Secondo l'affermazione del padre benedettino Pietro Antonio Tornamira in una sua opera del 1664, un gruppo di suore oblate benedettine del Terz'Ordine gestiva "la Casa delle Verginelle di san Pietro".
Molto probabilmente, fin dall'anno 1631 queste suore, oltre alle opere di carità, erano dedite all'educazione delle ragazze ospitate nell'orfanotrofio, e facevano pure dei lavori di artigianato (tessitura, cucito, rammendo e ricamo) mantenendosi con il ricavato.
Anche dopo il 1866, quando l'istituto passò all'amministrazione comunale, esse continuarono queste attività.
Oggi i locali sono gestiti dall'IPAB (Istituzione pubblica di assistenza e beneficenza:Opere Pie Pastore e San Pietro) e continuano le attività legate all'ospitalità e all'educazione dei minori con disagiate condizioni economiche.

## Descrizione e opere
Degno di nota per la sua bellezza artistica è il portale principale del 1649.
Nella chiesa, che era a una sola navata, esistevano questi cinque altari:
- altare maggiore: San Pietro,  una tela di sicuro pregio del ‘600

Sugli altari laterali erano disposte le seguenti opere:: 
- santa Rosalia, dipinto su tela
- La Madonna e san Benedetto, tela
- L'Addolorata, tela
- la nascita di Gesù, tela

Il gruppo di opere oggi è conservato presso il Museo d'arte sacra che si trova all'interno della basilica di Santa Maria Assunta; fra queste c'è pure il dipinto che rappresenta san Pietro e un'altra tela con santa Rosalia, probabili opere di qualche allievo della scuola di Pietro Novelli.
È ancora in buono e insolito stato di conservazione l’antica pavimentazione in maiolica e la pietra sepolcrale del sacerdote Vincenzo Graffeo.